# آمریکانا جدید
«آمریکانا جدید» (به انگلیسی: New Americana) ترانه‌ای از خواننده و ترانه‌سرای آمریکایی هالزی می‌باشد که از اولین آلبوم استودیویی وی، سرزمین بد (۲۰۱۵) است. این ترانه در ۱۰ ژوئیهٔ ۲۰۱۵ از سوی آسترال‌ورکز به‌عنوان دومین تک‌آهنگ آلبوم منتشر گردید. این ترانه توسط هالزی، لارز پرینچیپاتو و کالکوتا نوشته و توسط لیدو تولید شده.